# Ню Рос
Вижте пояснителната страница за други значения на Ню Рос.
Ню Рос (на английски: New Ross; на ирландски: Ros Mhic Thriúin) е град в югоизточната част на Ирландия, графство Уексфорд на провинция Ленстър. Разположен е около река Бароу. Първите сведения за града датират от 6 век. Той е третият по големина град в графството след Уексфорд и Енискорти. Населението му е 4677 жители от преброяването през 2006 г. 